# Fleet Street
Fleet Street er en gade i London, der blev kendt fordi den husede de mest kendte engelske aviser.